# Evendale
Evendale is een plaats (village) in de Amerikaanse staat Ohio, en valt bestuurlijk gezien onder Hamilton County. Het hoofdkwartier en een vliegtuigmotorfabriek van GE Aviation is er gevestigd. De fabriek bouwt ook motoren van CFM International.

## Demografie
Bij de volkstelling in 2000 werd het aantal inwoners vastgesteld op 3090.
In 2006 is het aantal inwoners door het United States Census Bureau geschat op 2823, een daling van 267 (-8,6%).

## Geografie
Volgens het United States Census Bureau beslaat de plaats een oppervlakte van
12,4 km², geheel bestaande uit land.

## Plaatsen in de nabije omgeving
De onderstaande figuur toont nabijgelegen plaatsen in een straal van 4 km rond Evendale.